# Serguéi Zhelánov
Serguéi Zhelánov (Rusia, 14 de junio de 1957) es un atleta soviético retirado, especializado en la prueba de decatlón en la que llegó a ser medallista de bronce olímpico en 1980.

## Carrera deportiva
En los JJ. OO. de Moscú 1980 ganó la medalla de bronce en la competición de decatlón, con 8135 puntos, por detrás del británico Daley Thompson y su compatriota el también soviético Yuri Kutsenko.